# یک کامیون غروب
یک کامیون غروب (انگلیسی: Sunset Truck) با نام قبلی بی‌سایه فیلمی درام – اجتماعی محصول مشترک ایران و آلمان به تهیه کنندگی و کارگردانی ابوالفضل صفاری و نویسندگی ابوالفضل صفاری و سجاد افشاریان می‌باشد که در سال ۱۳۹۵ تولید گردیده است. این فیلم از تاریخ ۱۹ آبان ۱۳۹۸ در گروه هنر و تجربه به اکران عمومی درآمده است.

## خلاصه داستان
فیلم یک کامیون غروب، داستان خانواده‌ای را روایت می‌کند که در محل زندگی خود که شبیه کاروانسرا است، پذیرای گردشگران هستند. اما با ورود یک گروه موسیقی زیرزمینی به آنجا که یک زن ناشناس هم همراه آن‌هاست و با فشاری که برای تخلیه آن محل مواجه هستند، درگیر ماجراهایی می‌شوند.

## بازیگران
- پژمان بازغی
- نادر فلاح
- روشنک گرامی
- میترا رفیع [۱][۲]